# مارتن غروبيوس
مارتن غروبيوس (بالألمانية: Martin Gropius)‏ (و. 1824 – 1880 م) هو مهندس معماري ألماني، ولد في برلين، كان عضوًا في الأكاديمية البروسية للعلوم، والأكاديمية النمساوية للعلوم، توفي في برلين، عن عمر يناهز 56 عاماً.